# Jimmy (Purple Hearts)
Jimmy  è il terzo singolo del gruppo musicale inglese Purple Hearts, pubblicato nel 1980 dalla Fiction Records.
Come Lato B venne scelta What Am I Gonna Do.

## Tracce
Lato A:
1. Jimmy

Lato B:
1. What Am I Gonna Do

## Musicisti
- Bob Manton - Cantante
- Simon Stebbing - Chitarrista
- Jeff Shadbolt - Bassista
- Gary Sparks - Batterista